# Maulévrier
Maulévrier és un municipi francès situat al departament de Maine i Loira i a la regió de País del Loira. L'any 2015 tenia 3.166 habitants.

## Demografia

### Població
El 2007 la població de fet de Maulévrier era de 2.951 persones. Hi havia 1.100 famílies de les quals 227 eren unipersonals (96 homes vivint sols i 131 dones vivint soles), 381 parelles sense fills, 415 parelles amb fills i 77 famílies monoparentals amb fills.
La població ha evolucionat segons el següent gràfic:
Habitants censats

### Habitatges
El 2007 hi havia 1.146 habitatges, 1.109 eren l'habitatge principal de la família, 5 eren segones residències i 32 estaven desocupats. 1.077 eren cases i 65 eren apartaments. Dels 1.109 habitatges principals, 814 estaven ocupats pels seus propietaris, 284 estaven llogats i ocupats pels llogaters i 12 estaven cedits a títol gratuït; 12 tenien una cambra, 38 en tenien dues, 141 en tenien tres, 251 en tenien quatre i 667 en tenien cinc o més. 914 habitatges disposaven pel capbaix d'una plaça de pàrquing. A 492 habitatges hi havia un automòbil i a 551 n'hi havia dos o més.

### Piràmide de població
La piràmide de població per edats i sexe el 2009 era:
| Homes | Edats   | Dones |
| ----- | ------- | ----- |
| 0     | 95 o +  | 16    |
| 17    | 90 a 94 | 12    |
| 9     | 85 a 89 | 26    |
| 8     | 80 a 84 | 17    |
| 21    | 75 a 79 | 49    |
| 54    | 70 a 74 | 31    |
| 46    | 65 a 69 | 62    |
| 65    | 60 a 64 | 70    |
| 55    | 55 a 59 | 49    |
| 98    | 50 a 54 | 97    |
| 87    | 45 a 49 | 88    |
| 80    | 40 a 44 | 87    |
| 106   | 35 a 39 | 95    |
| 113   | 30 a 34 | 89    |
| 111   | 25 a 29 | 124   |
| 112   | 20 a 24 | 61    |
| 94    | 15 a 19 | 99    |
| 97    | 10 a 14 | 92    |
| 87    | 5 a 9   | 94    |
| 100   | 0 a 4   | 75    |

## Economia
El 2007 la població en edat de treballar era de 1.852 persones, 1.410 eren actives i 442 eren inactives. De les 1.410 persones actives 1.308 estaven ocupades (710 homes i 598 dones) i 101 estaven aturades (38 homes i 63 dones). De les 442 persones inactives 213 estaven jubilades, 141 estaven estudiant i 88 estaven classificades com a «altres inactius».

### Ingressos
El 2009 a Maulévrier hi havia 1.135 unitats fiscals que integraven 3.042,5 persones, la mediana anual d'ingressos fiscals per persona era de 16.690 €.

### Activitats econòmiques
Dels 148 establiments que hi havia el 2007, 9 eren d'empreses alimentàries, 1 d'una empresa de fabricació de material elèctric, 21 d'empreses de fabricació d'altres productes industrials, 15 d'empreses de construcció, 23 d'empreses de comerç i reparació d'automòbils, 8 d'empreses de transport, 4 d'empreses d'hostatgeria i restauració, 1 d'una empresa d'informació i comunicació, 15 d'empreses financeres, 11 d'empreses immobiliàries, 20 d'empreses de serveis, 15 d'entitats de l'administració pública i 5 d'empreses classificades com a «altres activitats de serveis».
Dels 29 establiments de servei als particulars que hi havia el 2009, 1 era una oficina de correu, 3 oficines bancàries, 1 funerària, 1 taller de reparació d'automòbils i de material agrícola, 1 taller d'inspecció tècnica de vehicles, 1 autoescola, 3 paletes, 2 guixaires pintors, 5 fusteries, 1 lampisteria, 3 electricistes, 4 perruqueries, 1 agència de treball temporal, 1 agència immobiliària i 1 saló de bellesa.
Dels 10 establiments comercials que hi havia el 2009, 1 era un supermercat, 1 una botiga de més de 120 m², 3 fleques, 1 una carnisseria, 1 una llibreria, 1 una sabateria i 2 floristeries.
L'any 2000 a Maulévrier hi havia 69 explotacions agrícoles que ocupaven un total de 2.401 hectàrees.

## Equipaments sanitaris i escolars
L'únic equipament sanitari que hi havia el 2009 era una farmàcia.
El 2009 hi havia 2 escoles elementals. Maulévrier disposava d'un col·legi d'educació secundària amb 371 alumnes.

## Poblacions més properes
El següent diagrama mostra les poblacions més properes.